# Амфора (издательство)
«Амфора» — петербургское книжное издательство, основанное в 1998 году.
Директор издательства Олег Викторович Седов (лауреат премии «Иванушка» за выдающиеся достижения в книжном бизнесе 2001, 2002 и 2004 годов).
«Амфора» впервые опубликовала на русском языке полное собрание сочинений Х. Л. Борхеса в четырёх томах, Кортасара в 10 томах, эпопею М. Пруста «В поисках утраченного времени»; среди постоянных авторов издательства Харуки Мураками, Павел Крусанов, Орхан Памук, Макс Фрай, Илья Стогoв, Ник Хорнби, Рю Мураками, Дуги Бримсон. «Амфорой» издано более 1000 наименований книг общим тиражом более 6 000 000 экземпляров.
В 1999 году выпущенная издательством серия «Личная библиотека Борхеса» получила премию как «Лучшая серия года России».
По итогам 2000 года издательство «Амфора» названо газетами «Книжное обозрение» и «Ex-libris НГ» лучшим издательством России. В феврале 2002 года издательство удостоено премии «Дядюшка Библио-Глобус» в номинации «Самая качественная интеллектуальная литература XX века». В мае 2002 года — премии имени Александра Беляева за возрождение книжной серии «Эврика!»
C 2003 года в структуре Торгово-издательского дома «Амфора» начало работать издательство «Red Fish», которое выпускает развлекательную литературу, ориентированную на молодёжь — отечественную и переводную современную прозу, как тексты «жёсткие» и экспериментальные, так и лёгкие, ироничные романы.
Издательство регулярно выпускает книги лауреатов Нобелевской премии по литературе. Зачастую «Амфора» «предугадывает» будущих нобелиатов, покупая права на их произведения до того, как становится известно о присуждении им премии. Литературный критик Лев Данилкин приводит список авторов «Амфоры», ставших лауреатами Нобеля в XXI веке: Мо Янь, Герта Мюллер, Жан-Мари Леклезио, Дорис Лессинг, Орхан Памук, Гарольд Пинтер, Эльфрида Елинек, Дж. М. Кутзее. По его мнению, простой случайностью такое объяснить нельзя: «Нет, с „Амфорой“ совсем другая история — они не угадывают, а знают». В самом издательстве всё это называют «странным совпадением».
В 2016 году издательству предъявили иск о банкротстве. Издательство приостановило свою деятельность  и объявило о своем банкротстве в 2016 году.